# Liste der denkmalgeschützten Objekte in Birkfeld
Die Liste der denkmalgeschützten Objekte in Birkfeld enthält die 29 denkmalgeschützten, unbeweglichen Objekte der österreichischen Gemeinde Birkfeld im steirischen Bezirk Weiz.

## Denkmäler
| Foto  |                 | Denkmal | Standort                                                     | Beschreibung | Metadaten |
| ----- | --------------- | --- | ------------------------------------------------------------ | --- | --- |
| ja    | Datei hochladen | Pfarrhof HERIS-ID: 50969 Objekt-ID: 56500                                                                             | Koglhof 1 Standort KG: Aschau                                | Der Pfarrhof wurde 1787 erbaut und 1972 restauriert. | BDA-Hist.: Q38042913 Status: § 2a Stand der BDA-Liste: 2025-06-30 Name: Pfarrhof GstNr.: .51 |
| ja    | Datei hochladen | Kath. Pfarrkirche Mariä Heimsuchung mit Umfriedung, Toranlage und Initienbildstöcken HERIS-ID: 50970 Objekt-ID: 56501 | bei Koglhof 1 Standort KG: Aschau                            | Die Pfarrkirche Mariä Heimsuchung ist ein gotischer Bau aus dem Jahre 1480 und wurde im 4. Viertel des 17. Jahrhunderts barockisiert, davon am Westportal das Datum 1683, am Sakristeiportal 1691. Der Chor hat einen 5/8-Schluss und ein Sternrippengewölbe auf polygonalen Eckdiensten. Vom vierjochigen Langhaus stammen die halbrunden Wandvorlagen, die spitzbogigen Scheidbögen und die Strebepfeiler außen noch vom ursprünglichen, gotischen Bau, wohingegen die Wölbung mit ihrem Stichkappentonnen- und Kreuzgratgewölbe barock ist. Die am dritten Joch nordseitig von Baumeister Remigius Horner 1730 angebaute ovale Annenkapelle schließt mit Kuppel und Laterne ab. Der quadratische Westturm trägt einen Zwiebelhelm und ist mit 1683 bezeichnet. Der neugotische Hochaltar stammt aus dem Jahr 1881, zwei Seitenaltäre im Knorpelwerkstil aus dem 3. Drittel des 17. Jahrhunderts, die Kanzel vom Ende des 18. Jahrhunderts. Im Durchgang zur Annenkapelle steht die aus dem 2. Viertel des 18. Jahrhunderts stammende, unsignierte Schwarz-Orgel, die ursprünglich in St. Georgen am Gasenbach stand. Die Kreuzwegbilder wurden 1932 geschaffen. Die Initienbildstöcke beherbergen Bilder der vier Evangelisten von Anton Fötsch und sind weitgehend ident mit jenen in Strallegg. | BDA-Hist.: Q38042923 Status: § 2a Stand der BDA-Liste: 2025-06-30 Name: Kath. Pfarrkirche Mariä Heimsuchung mit Umfriedung, Toranlage und Initienbildstöcken GstNr.: .51, .52 Pfarrkirche Mariä Heimsuchung, Koglhof |
| ja    | Datei hochladen | Kath. Filialkirche St. Georgen am Gasenbach und ehem. Friedhof HERIS-ID: 87026 Objekt-ID: 101403                      | Aschau Standort KG: Aschau                                   | Zwischen 1210 und 1230 erbaut ist sie die älteste Kirche des oberen Feistritztals. Aus dieser Phase ist das westliche Chorquadrat und das Fundament des Turms erhalten. Im 14. Jahrhundert wurde die Kirche gotisiert, der Altarraum nach Osten verlegt und im Westen ein Chor mit 5/8-Schluss und Kreuzrippengewölbe angebaut. Der Turm wurde 1686 erneuert und mit der heutigen Zwiebelhaube versehen. 1725/26 erfolgte eine Vergrößerung und abermalige Neuorientierung, die bisherigen Altar- und Turmräume wurden nun zu Seitenkapellen. Aus Mitte des 18. Jahrhunderts stammt auch der Großteil der Ausstattung. | BDA-Hist.: Q37718214 Status: § 2a Stand der BDA-Liste: 2025-06-30 Name: Kath. Filialkirche St. Georgen am Gasenbach und ehem. Friedhof GstNr.: .24 Filialkirche St. Georgen am Gasenbach |
| ja    | Datei hochladen | Figurenbildstock hl. Johannes Nepomuk HERIS-ID: 87067 Objekt-ID: 101445                                               | bei Weizerstraße 45 Standort KG: Aschau                      | | BDA-Hist.: Q37718400 Status: § 2a Stand der BDA-Liste: 2025-06-30 Name: Figurenbildstock hl. Johannes Nepomuk GstNr.: 456/3 Statue of John of Nepomuk, Koglhof |
| ja BW | Datei hochladen | Bahnhof Birkfeld HERIS-ID: 85782seit 2023                                                                             | Bahnhofstraße 22 Standort KG: Birkfeld                       | Der Bahnhof mit dem teilweise holzverschalten Aufnahmsgebäude ist der Endpunkt der Feistritztalbahn. | BDA-Hist.: Q119231425 Status: Bescheid Stand der BDA-Liste: 2025-06-30 Name: Bahnhof Birkfeld GstNr.: 655/1, .132, .133, .134 Bahnhof Birkfeld |
| ja    | Datei hochladen | Flur-/Wegkapelle HERIS-ID: 86002 Objekt-ID: 100268                                                                    | bei Edelsee-Straße 37 Standort KG: Birkfeld                  | | BDA-Hist.: Q37714498 Status: § 2a Stand der BDA-Liste: 2025-06-30 Name: Flur-/Wegkapelle GstNr.: .83/5 |
| ja    | Datei hochladen | Bürgerhaus HERIS-ID: 86748 Objekt-ID: 101072seit 2012                                                                 | Hauptplatz 9 Standort KG: Birkfeld                           | Das Bürgerhaus zeigt eine Pilasterordnung, stuckierte Fensterumrahmungen und Zopfstilgitter. Das Portal ist mit 1807 bezeichnet. | BDA-Hist.: Q37716792 Status: Bescheid Stand der BDA-Liste: 2025-06-30 Name: Bürgerhaus GstNr.: .15 |
| ja    | Datei hochladen | Pfarrhof HERIS-ID: 85973 Objekt-ID: 100225                                                                            | Hauptplatz 12 Standort KG: Birkfeld                          | Der Pfarrhof wurde 1718 bis 1720 erbaut, 1779 umgebaut und 1971/72 stark verändert. | BDA-Hist.: Q37714197 Status: § 2a Stand der BDA-Liste: 2025-06-30 Name: Pfarrhof GstNr.: .1/1, .1/2 |
| ja    | Datei hochladen | Schloss Birkenstein HERIS-ID: 36877 Objekt-ID: 35913                                                                  | Kaiserfeldgasse 3 Standort KG: Birkfeld                      | Das Schloss wurde ursprünglich im 16. Jahrhundert aus sechs Bürgerhäusern erbaut; seither haben die Besitzverhältnisse mehrmals gewechselt. Heute wird das Äußere der nicht ganz geschlossenen Vierflügelanlage um einen zweigeschoßigen Arkadenhof von der Umgestaltung im Spätbarock bestimmt. Der älteste Teil ist der Nordtrakt mit dem Hauptportal. | BDA-Hist.: Q37972648 Status: Bescheid Stand der BDA-Liste: 2025-06-30 Name: Schloss Birkenstein GstNr.: .58/1 Schloss Birkenstein |
| ja    | Datei hochladen | Kapelle HERIS-ID: 85971 Objekt-ID: 100223                                                                             | bei Kirchengasse 2 Standort KG: Birkfeld                     | Der ehemalige Karner nordseitig hinter der Kirche wurde im 1. Viertel des 18. Jahrhunderts zu einer kleinen Kapelle umgebaut. | BDA-Hist.: Q37714155 Status: § 2a Stand der BDA-Liste: 2025-06-30 Name: Kapelle GstNr.: .6/2 |
| ja    | Datei hochladen | Kapelle HERIS-ID: 85970 Objekt-ID: 100222                                                                             | bei Kirchengasse 4 Standort KG: Birkfeld                     | Bei der Kapelle südlich der Kirche handelt es sich um einen barockisierten Turm der ehemaligen Wehranlage. | BDA-Hist.: Q37714133 Status: § 2a Stand der BDA-Liste: 2025-06-30 Name: Kapelle GstNr.: .6/2, .2/1 Southern churchyard chapel, Birkfeld |
| ja    | Datei hochladen | Wohnhaus, Alte Volksschule HERIS-ID: 85974 Objekt-ID: 100226                                                          | Kirchengasse 4 Standort KG: Birkfeld                         | | BDA-Hist.: Q37714224 Status: Bescheid Stand der BDA-Liste: 2025-06-30 Name: Wohnhaus, Alte Volksschule GstNr.: .2/1 Alte Volksschule, Birkfeld |
| ja    | Datei hochladen | Erdstall Kirchengasse HERIS-ID: 94850 Objekt-ID: 110029                                                               | unter Kirchengasse 6 Standort KG: Birkfeld                   | | BDA-Hist.: Q37765183 Status: § 2a Stand der BDA-Liste: 2025-06-30 Name: Erdstall Kirchengasse GstNr.: 61/1 |
| ja    | Datei hochladen | Mariensäule HERIS-ID: 86786 Objekt-ID: 101115                                                                         | gegenüber Oberer Markt 1 Standort KG: Birkfeld               | Die Mariensäule ist mit 1900 bezeichnet. | BDA-Hist.: Q37716988 Status: § 2a Stand der BDA-Liste: 2025-06-30 Name: Mariensäule GstNr.: 631/1 |
| ja    | Datei hochladen | Kath. Pfarrkirche hll. Petrus und Paulus und Kirchhofanlage HERIS-ID: 50983 Objekt-ID: 56518                          | Standort KG: Birkfeld                                        | Nachdem ein älteres Gotteshaus zu klein geworden war, wurde die Pfarrkirche in den Jahren 1709–1715 von Remigius Horner im Osten des Hauptplatzes neu erbaut. Sie weist ein einschiffiges Langhaus und einen quadratischen Westturm (auf mittelalterlicher Grundlage) auf. Die spätbarocke Einrichtung ist von hoher Qualität. | BDA-Hist.: Q24205301 Status: § 2a Stand der BDA-Liste: 2025-06-30 Name: Kath. Pfarrkirche hll. Petrus und Paulus und Kirchhofanlage GstNr.: .6/1, .6/2 Pfarrkirche hll. Petrus und Paulus, Birkfeld |
| ja    | Datei hochladen | Ehem. Galgen HERIS-ID: 86825 Objekt-ID: 101160                                                                        | Standort KG: Birkfeld                                        | Der Galgen liegt auf einer Anhöhe am Nordrand des Ortes. Er besteht aus drei im Dreieck angeordneten Bruchsteinpfeilern und stammt wohl aus dem 17. Jahrhundert. | BDA-Hist.: Q37717150 Status: § 2a Stand der BDA-Liste: 2025-06-30 Name: Ehem. Galgen GstNr.: 230/1 |
| BW    | Datei hochladen | Bahntrasse Feistritztalbahn HERIS-ID: 85776seit 2023                                                                  | Standort KG: Birkfeld, Gschaid bei Birkfeld, Rabendorf       | Die von Weiz nach Birkfeld verkehrende Schmalspurbahn wurde 1911 eröffnet. Sie verläuft in der Nähe von Weiz kurvenreich über einen Geländerücken, um bei Oberfeistritz ins Tal des gleichnamigen Flusses gelangen, dem sie, weit überwiegend auf der linken Seite, folgt. | BDA-Hist.: Q119367180 Status: Bescheid Stand der BDA-Liste: 2025-06-30 Name: Bahntrasse Feistritztalbahn GstNr.: 545/1, 545/3, 546, 2338, 2340, 2341/1, 2342, 654/5, 655/1, 847, 1167, 417/10, 545, 451, 891/1, 917/1, 917/2, 917/3, 917/4, 917/5, 917/6, 917/7, 1082/1, 1082/2, 505/2, .54, 506/1, 506/2, 507, 508, 767, 768, 445, 446/1, 446/2, 447, 383, 1098, 1334/1, 1335 |
| ja    | Datei hochladen | Viadukt HERIS-ID: 85781 Objekt-ID: 100002                                                                             | bei Edelsee-Straße 40 Standort KG: Birkfeld                  | Viadukt der Feistritztalbahn | BDA-Hist.: Q37712546 Status: § 2a Stand der BDA-Liste: 2025-06-30 Name: Viadukt GstNr.: 639/8, 659/2, 659/3, 659/5, 650 |
| ja    | Datei hochladen | Bildstock HERIS-ID: 86010 Objekt-ID: 100277                                                                           | Standort KG: Birkfeld                                        | | BDA-Hist.: Q37714551 Status: § 2a Stand der BDA-Liste: 2025-06-30 Name: Bildstock GstNr.: 664 |
| ja    | Datei hochladen | Birkfelder Feistritz-Viadukt in Neudörfl HERIS-ID: 91346seit 2023                                                     | bei Neudörfl 2 Standort KG: Birkfeld, Gschaid bei Birkfeld   | Viadukt der Feistritztalbahn | BDA-Hist.: Q119231426 Status: Bescheid Stand der BDA-Liste: 2025-06-30 Name: Birkfelder Feistritz-Viadukt in Neudörfl GstNr.: 654/5, 655/1, 847, 1167 |
| ja    | Datei hochladen | Hollersbach-Viadukt HERIS-ID: 85814seit 2023                                                                          | bei Gschaid 162 Standort KG: Gschaid bei Birkfeld, Rabendorf | Viadukt der Feistritztalbahn | BDA-Hist.: Q119231427 Status: Bescheid Stand der BDA-Liste: 2025-06-30 Name: Hollersbach-Viadukt GstNr.: 1167, 917/7 |
| ja    | Datei hochladen | Kath. Filialkirche St. Lorenzen am Autersberg HERIS-ID: 87462 Objekt-ID: 101877                                       | Piregg 44 Standort KG: Piregg                                | Die spätgotische Kirche wurde 1501 an Stelle einer älteren Kapelle aus unverputztem Bruchsteinmauerwerk errichtet. Das fast quadratische Langhaus ist ein Zubau aus dem Jahr 1620. | BDA-Hist.: Q37719933 Status: § 2a Stand der BDA-Liste: 2025-06-30 Name: Kath. Filialkirche St. Lorenzen am Autersberg GstNr.: .59 Kath. Filialkirche St. Lorenzen am Autersberg |
| ja    | Datei hochladen | Rauchstubenhaus, sog. Schirnerhof HERIS-ID: 43649 Objekt-ID: 44301                                                    | Piregg 45 Standort KG: Piregg                                | Der Schirnerhof ist ein rund 300 Jahre altes Rauchstubenhaus auf einer Seehöhe von 1080 m. Der Hof war noch bis 1977 bewohnt, Anfang der 1980er Jahre wurde das Haus als Drehort für die Roseggerserie Als ich noch ein Waldbauernbub war verwendet. Aufgrund der durch die Serie erlangten Bekanntheit konnte das Haus in Folge revitalisiert werden und 1993 zur Rosegger-Landesausstellung als Museum zur Besichtigung freigegeben werden. Der offene Herd mit seinem Backrohr wurde nach alten Bildern wieder errichtet und kann zum Kochen verwendet werden. Im gemauerten Zubau aus dem Jahre 1846 sind alte Fotografien zur Ortsgeschichte der Gemeinde ausgestellt. | BDA-Hist.: Q38004512 Status: Bescheid Stand der BDA-Liste: 2025-06-30 Name: Rauchstubenhaus, sog. Schirnerhof GstNr.: .65 |
| ja    | Datei hochladen | Schloss Frondsberg HERIS-ID: 37369 Objekt-ID: 36485                                                                   | Frondsberg 1 Standort KG: Rabendorf                          | Das auf einem steilen Felskegel stehende Schloss ist ein besonders gutes Beispiel einer mittelalterlichen Ringburganlage, die im Renaissancestil umgestaltet wurde. Die ältesten Bauteile sind der Westflügel, die gebrochene Südfront und der östliche Tortrakt. Ende des 16. Jahrhunderts wurden alle Bauteile zu einem geschlossenen Komplex zusammengefasst und auf gleiche Höhe gebracht. Der Rittersaal in der Südwestecke weist Gobelinimitationen, Wandmalereien und eine reiche Kassettendecke aus dem 18. Jahrhundert auf. | BDA-Hist.: Q7431733 Status: Bescheid Stand der BDA-Liste: 2025-06-30 Name: Schloss Frondsberg GstNr.: .1/1 Schloss Frondsberg, Koglhof |
| ja    | Datei hochladen | Frondsberg-Tunnel HERIS-ID: 85808seit 2023                                                                            | bei Frondsberg 1 Standort KG: Rabendorf                      | Tunnel der Feistritztalbahn | BDA-Hist.: Q119231429 Status: Bescheid Stand der BDA-Liste: 2025-06-30 Name: Frondsberg-Tunnel GstNr.: 917/4, 917/5 |
| BW    | Datei hochladen | Eisenbahnbrücke-Faustleitnerbach HERIS-ID: 85812seit 2023                                                             | bei Neudörfl 5 Standort KG: Rabendorf                        | Brücke der Feistritztalbahn | BDA-Hist.: Q119231428 Status: Bescheid Stand der BDA-Liste: 2025-06-30 Name: Eisenbahnbrücke-Faustleitnerbach GstNr.: 917/7 |
| BW    | Datei hochladen | Wartehäuschen Rosegg HERIS-ID: 85807seit 2023                                                                         | Weizerstraße 13 Standort KG: Rabendorf                       | Wartehäuschen einer Station der Feistritztalbahn | BDA-Hist.: Q119231430 Status: Bescheid Stand der BDA-Liste: 2025-06-30 Name: Wartehäuschen Rosegg GstNr.: .107 |
| ja    | Datei hochladen | Aufnahmsgebäude Koglhof HERIS-ID: 85809seit 2023                                                                      | Weizerstraße 38 Standort KG: Rabendorf                       | | BDA-Hist.: Q119231431 Status: Bescheid Stand der BDA-Liste: 2025-06-30 Name: Aufnahmsgebäude Koglhof GstNr.: 917/8 Aufnahmsgebäude Bahnhof Koglhof |
| ja    | Datei hochladen | Kirchleiten-Tunnel HERIS-ID: 85810seit 2023                                                                           | bei Weizerstraße 62 Standort KG: Rabendorf                   | Tunnel der Feistritztalbahn | BDA-Hist.: Q119231432 Status: Bescheid Stand der BDA-Liste: 2025-06-30 Name: Kirchleiten-Tunnel GstNr.: 917/6, 917/7 |

## Ehemalige Denkmäler
| Foto |                 | Denkmal                                | Standort                      | Beschreibung | Metadaten                                                                                       |
| ---- | --------------- | -------------------------------------- | ----------------------------- | ------------ | ----------------------------------------------------------------------------------------------- |
| ja   | Datei hochladen | Mesnerhaus HERIS-ID: Kein Wertbis 2010 | Aschau 14 Standort KG: Aschau |              | BDA-Hist.: Q125102635 Status: § 2a Stand der BDA-Liste: 2010-06-22 Name: Mesnerhaus GstNr.: .25 |